# Берам
Берам (итал. Vermo) је насељено место у Републици Хрватској у Истарској жупанији. Административно је у саставу Града Пазина, од којег је удаљено око 5 км северозападно, на путу ка Поречу. У току италијанске окупације у Берам је био центар народног отпора.
На месту данашњег насеља изнад плодног поља и саобраћајних путева, налазила се преисторијска градина (налази из бронзаног доба) и средњовековни утврђени град са масивном четвоространом кулом. Жупна црква Св Мартина (1431) проширена је почетком 20. века новим бродом. У цркви је касноготички рељеф с ликом Св. Мартина на коњу, олтарска слика (св. Мартин) Целестина Медовића и богат литургијски инвентар. Бермски илуминирани глагољски кодекси из 15. века налазе се у Љубљани.
Родна кућа убијеног истарског антифашисте 1929. године Владимира Гортана (данас меморијални музеј) је пример сеоске архитектуре. Подно Берама подигнут је 1953. споменик Владимиру Гортану (аутори Зденко Колацио и Зденко Сила).
На сеоском гробљу у цркви Свете Марије на Шкрилинах, налази се циклус зидних слика (фресака) Винсента из Каства. Најпознатији делови циклуса су дела „Мртвачки плес“, „Коло среће“, „Поклоњење краљу“

## Становништво
На попису становништва 2011. године, Берам је имао 234 становника.
Према попису становништва из 2001. године у насељу Берам су била 234 становника који су живели у 53 породична домаћинства.
Кретање броја становника по пописима 1857—2001.
| година пописа  | 1857. | 1869. | 1880. | 1890. | 1900. | 1910. | 1921. | 1931. | 1948. | 1953. | 1961. | 1971. | 1981. | 1991. | 2001. |
| бр. становника | 656   | 678   | 372   | 418   | 419   | 435   | 849   | 834   | 392   | 374   | 329   | 323   | 257   | 243   | 234   |

Напомена:У 1857, 1869, 1921. и 1931. садржи податке за насеље Вела Траба и део података за насеље Тињан, општина Тињан.

## Попис1991.
На попису становништва 1991. године, насељено место Берам је имало 243 становника, следећег националног састава:
| Попис 1991.‍  | Попис 1991.‍  | Попис 1991.‍ | Попис 1991.‍ | Попис 1991.‍ |
| ------------ | ------------ | ----------- | ----------- | ----------- |
|              |              |             |             |             |
| Хрвати       | Хрвати       |             | 221         | 90,94%      |
| Италијани    | Италијани    |             | 2           | 0,82%       |
| неопредељени | неопредељени |             | 6           | 2,46%       |
| регион. опр. | регион. опр. |             | 12          | 4,93%       |
| непознато    | непознато    |             | 2           | 0,82%       |
| укупно: 243  |              |             |             |             |

## Познати рођени у Бераму
- Владимир Гортан (1904—1929) истарски антифашиста